# Klisurica (Vranje)
Pour les articles homonymes, voir Klisurica.
Klisurica (en serbe cyrillique : Клисурица) est un village de Serbie situé dans la municipalité urbaine de Vranjska Banja et sur le territoire de la Ville de Vranje, district de Pčinja. Au recensement de 2011, il comptait 106 habitants.

## Démographie
| 1948 | 1953 | 1961 | 1971 | 1981 | 1991 | 2002 | 2011 |
| ---- | ---- | ---- | ---- | ---- | ---- | ---- | ---- |
| 599  | 584  | 564  | 475  | 370  | 264  | 173  | 106  |

|  |